# Gullania solomonensis
Gullania solomonensis är en insektsart som beskrevs av Imré Foldi 1998. Gullania solomonensis ingår i släktet Gullania och familjen pärlsköldlöss. Inga underarter finns listade i Catalogue of Life.